# 让·格勒内
让·格勒内（法語：Jean Grenet，1939年7月12日—2021年2月23日），法国政治人物，曾任法国国民议会议员、巴约讷市长。